# Re:Clash リークラッシュ
Re:Clash（リークラッシュ、略称：リークラ）は、2013年9月1日にデビューした日本のアイドルグループ。愛知県名古屋市を拠点にしている。デビュー当時は元気系王道アイドルCandy☆Drops（キャンディドロップス、略称：キャンドロ）として活動していたが、2016年9月から大人カッコいいRe:Clashとして活動している。「ご当地アイドル殿堂入り」として認定されている。

## 概要
全国に夢と希望を届ける正統派！ 甘い癒し系マルチアイドルユニットとして、愛知県名古屋市を拠点に活動。2016年9月4日、Candy☆Dropsが活動休止、同月2016年9月22日にガールズユニット Re:Clash（リークラッシュ）として活動を再スタート。その後は、Candy☆DropsとRe:Clashの2つの顔を持つグループとして活動。中国 青島遠征、台湾遠征など、アジアでも活躍している。2023年9月1日、結成10年を迎えて日本ご当地アイドル活性協会より『ご当地アイドル殿堂入り』に認定される。

## メンバー

### 現在のメンバー
- 織世しづき（おりせ しづき）- 1月21日生まれ　O型
- 大浪あずさ（おおなみ あずさ）- 9月3日生まれ  B型
- 立花 姫愛(たちばな りあら) - 8月6日生まれ　A型
- 星乃ひかる(ほしの ひかる) - 5月13日生まれ　A型
- 華里めむ(かのり めむ) - 12月11日生まれ　B型
- 宮ノことみ(みやの ことみ) - 4月24日生まれ　O型

### 卒業メンバー(Candy☆Drops+Re:Clash)
- チノコトコ（ちのことこ）- 2月13日生まれ　A型
- 野辺沙也花（のべ さやか）- 5月1日生まれ　A型
- 黒川りな（くろかわ りな）- 4月10日生まれ　O型
- 望乃りり（もちの りり）- 4月29日生まれ　O型
- 叶みゆ (かなう みゆ)  - 2002年6月20日生まれ  B型
- 北川鈴奈 (きたがわ れいな)  - 2022年8月7日卒業
- 尾崎悠歌（おさき ゆうか）- 2021年4月10日卒業（事務所には所属）
- 青木里菜（あおき りな）- 2021年4月10日卒業
- 桐山奈佑（きりやま なゆ） - 2021年4月10日卒業
- 遠山きっか（とおやま きっか）-2020年9月18日卒業
- 中村晴香（なかむら はるか）- 2018年3月11日卒業
- 松浦咲良（まつうら さら）- 2017年5月21日卒業

### 卒業メンバー(Candy☆Drops)
- 牧野広実（まきの ひろみ）- 2016年7月26日卒業
- 三宅乃瑚（みやけ のこ）- 2016年6月29日卒業
- 夏川結衣名（なつかわ ゆいな）-　2015年10月25日卒業
- 水越ほのか（みずこし ほのか）-　2015年10月25日卒業
- 前田伊吹（まえだ いぶき）-　2015年10月25日卒業
- 市橋理華子（いちはし りかこ）-　2015年3月29日卒業
- 加藤依里（かとう えり）-　2014年12月14日卒業

## 出演

### テレビ
- 刺激ストロングチャンネル(609ch)「アイドルやっとるんSTRONG!!」レギュラー出演(2023年9月～)
- Pigoo presents アイドルやっとる～ん　レギュラー出演(番組終了)
- CBCテレビ「アイドリぃむTV」レギュラー出演(番組終了)
- CBCテレビ「なないろDREAM TV」レギュラー出演(番組終了)
- アイドル界隈（テレビ愛知）2013年～2014年(番組終了)
- 実験ヒーローカガーク（テレビ愛知）2024年 - 大浪あずさ：白金リン役

### ラジオ
- 渋谷クロスFM リークラのFriday Evening TOKYO（冠番組）(2017年10月～2022年8月)
- 愛知北エフエム放送 -United North 84.2- BUZZ FRIDAY（毎月第4週金曜日）レギュラー 織世しづき(2022年10月～)

### 舞台
- アリスインプロジェクト「アリスインデットリースクール オルタナティブNAGOYA[2]」（2015年6月10日 - 14日、名古屋・うりんこ劇場） - 青木里菜：村崎静香 役
- アリスインプロジェクト「真説 まなつの銀河に雪のふるほし・NAGOYA[3]」（2017年6月7日 - 12日、名古屋・うりんこ劇場） - 青木里菜：アンナ・クリストフ 役
- 崖っぷちウォリアーズ「ゼッタイ、幸せになってやる!」（2018年1月26日、中野・劇場 MOMO） 日替りゲスト
- アリスインプロジェクト「レッド・ホット・キッチン[4]」（2018年6月6日 - 11日、名古屋・うりんこ劇場） - 青木里菜：大石桜子 役[5]
- アリスインプロジェクト「アリスインデッドリースクール楽園・NAGOYA[6]」（2019年6月5日 - 10日、名古屋・うりんこ劇場） - 青木里菜：墨尾優 役、尾崎悠歌：橙沼霧子 役、遠山きっか：光組・緑浜塔蘭 役、桐山奈佑：光組・巣宮春菜役、野辺沙也花：風組・宍戸舞 役
- アリスインプロジェクト「クォーツ・ゲート〜裏庭には秘密が眠っている〜」（2020年10月29日 - 11月1日、名古屋市千種文化小劇場） - 野辺沙也花：姫沢花彩 役[7]

## Candy☆Drops(キャンディドロップス)オリジナル楽曲
- Yell
- 頑張らなくていいよ
- 宝石玉
- 特等席days
- ユメノカケラ
- あのね
- 夢花火
- ありがとう
- 負けないで
- So I love you
- Winter Parade
- 未来ノート
- ゼンカイスマイル
- START
- hungry humbly hug(ユニット曲)
- next story(ユニット曲)
- 祭リズム
- 百花繚乱！大和撫子
- 約束

## Re:Clash（リークラッシュ）オリジナル楽曲
| タイトル                     | 作詞     | 作曲     | アレンジ | 備考 |
| ---------------------------- | -------- | -------- | -------- | ---- |
| CuCuCu                       | MIWA     | MIWA     | MIWA     |      |
| すきでしょ？                 | MIWA     | MIWA     | MIWA     |      |
| よろこびをわかちあおう       | MIWA     | MIWA     | MIWA     |      |
| A-L-I-V-E                    | 田村信二 | 田村信二 | 田村信二 |      |
| BreakDown                    | 田村信二 | 田村信二 | 田村信二 |      |
| Rekeep                       |          |          |          |      |
| Party night                  | 麗音     | 大堀貴弘 | 大堀貴弘 |      |
| Ever                         |          |          |          |      |
| OnceAgain                    | 尾崎悠歌 | 田村信二 | 田村信二 |      |
| Dance With me Till All Hours | MIWA     | MIWA     | MIWA     |      |
| Fragile                      | MIWA     | MIWA     | MIWA     |      |
| Weightlessness               | MIWA     | MIWA     | MIWA     |      |
| Baby!!!                      |          |          |          |      |
| Moment                       |          |          |          |      |
| 太陽は見ている               | 菅谷豊   | 菅谷豊   | 菅谷豊   |      |
| エゴイズム                   |          |          |          |      |
| 未来永劫カタルシス           | 菅谷豊   | 菅谷豊   | 菅谷豊   |      |
| サヨナラは言わないで         |          |          |          |      |
| あるきだせ-original star-    | nica     | 菅谷豊   |          |      |
| DAYBREAK                     | トモゾ   | トモゾ   | トモゾ   |      |
| FLY UP!                      | トモゾ   | トモゾ   | トモゾ   |      |
| SKY IS THE LIMIT             |          |          |          |      |

## その他活動
- TOKYO IDOL FESTIVAL2017　Candy☆Drops 中部地区代表で出演。
- TOKYO IDOL FESTIVAL2019　Re:Clash 中部地区代表で出演。

## ディスコグラフィ

### アルバムCD Re:Clash
- 1stアルバム『ALL』全18曲リリース(2021年3月24日)

　参考ページ：UNIVERSAL MUSIC STORE

- 1stアルバム『ALL』全18曲先行配信(2021年1月20日)

　参考ページ：ストリーミング・ダウンロードについて

### シングルCD Candy☆Drops
- ファーストシングル「ユメノカケラ」(2014年6月3日発売)